# Александер Лешек Борковський-Дунін
Александер Лешек Борковський-Дунін (пол. Alexander Leszek Borkowski-Dunin; 11 січня 1811, Городок, Австрійська імперія — 30 листопада 1896, Львів, Австро-Угорщина) — польський поет, публіцист, перекладач.

## Життєпис
Закінчив Львівський та Віденський університети (1827—1834).
Учасник польського повстання 1830—1831 років.

## Творчість
Співорганізатор у Львові групи поетів-романтиків.
Автор поем «Козак» (1830), «Цимбаліада» (1845); повісті «Провінціальщина» (2 т.; 1843, 1849), балади «Королева глибин» (1862), віршів, оповідань, статей, художніх перекладів.
Підтримував творчі зв'язки з Іваном Вагилевичем.